# Inyección intramuscular

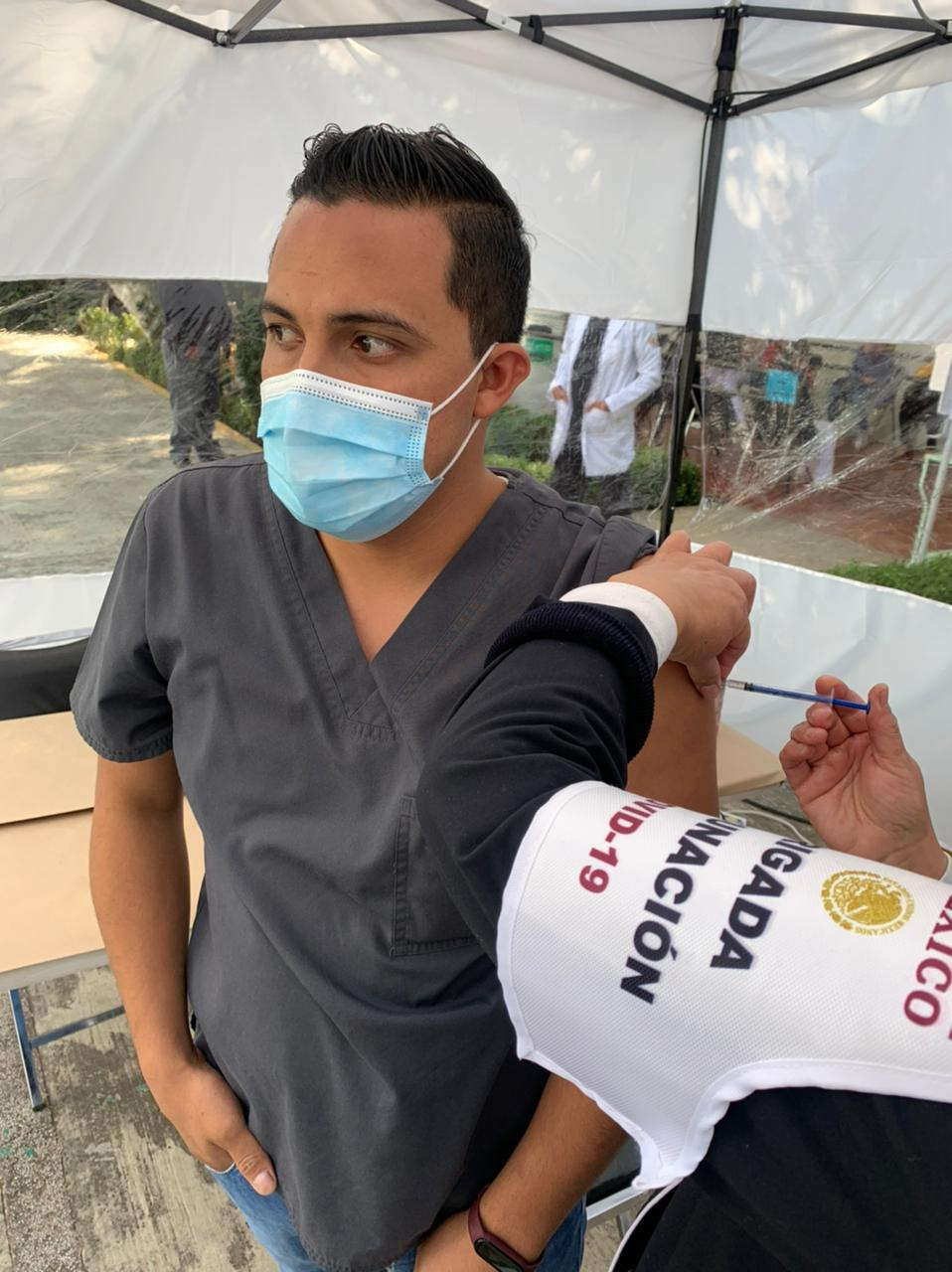
Un trabajador de la salud en México recibiendo de manera intramuscular la vacuna contra la COVID-19.

La inyección intramuscular (IM) es una forma de administración rápida en la que el medicamento es inyectado directamente dentro de un músculo. Es utilizada con el fin de que la sustancia administrada sea absorbida de forma eficaz.
Es utilizada frecuentemente en hospitales en el área de urgencias para tratar padecimientos tales como cefaleas y dolores musculares por contusiones que no requieren internamiento. El volumen de la medicación administrada a través de esta vía es pequeño y puede variar dependiendo del tipo de medicamento y la zona muscular en la que se vaya a aplicar, por ejemplo: si se aplica en un músculo pequeño como el deltoides, deberá ser un volumen igual o menor a 2 ml, en cambio si se aplica en el glúteo con inyecciones aceitosas, irritantes o muy dolorosas, el volumen puede ser de 2 ml. hasta 10 ml en ambos glúteos, un solo glúteo acepta de 3 a 5 ml.

## Empleo
Generalmente se emplea para la administración de:
- Analgésicos o antiinflamatorios no esteroideos (AINES)

- Vacunas como el toxoide tetánico, la vacuna de la difteria y la tos ferina.
- Antibióticos para combatir infecciones bacterianas.

## Indicaciones
La justificación de la vía intramuscular estaría indicada en los siguientes casos
- Inconsciencia del paciente
- Pacientes que han perdido el uso de la vía oral debido a enfermedades crónicas y progresivas
- Vómitos continuos que impiden el uso de la vía oral asociados a signos de deshidratación evidentes (ojos hundidos, signo cutáneo del pliegue positivo, lengua seca, postración).

## Áreas para su aplicación
|                        |                                   |                  |                |                                                     |
| Área                   | Posición del Paciente             | Volumen admitido | Precaución     | Otros                                               |
| Dorsoglútea            | D. lateral D. prono Bipedestación | Hasta 7 ml       | Nervio ciático | Evitarla en < 3 años. De elección en niños > 5 años |
| Deltoidea              | Prácticamente todas               | Hasta 2 ml       | Nervio radial  |                                                     |
| Ventroglútea           | D. lateral D. supino              | Hasta 5 ml.      |                | De elección en niños > 3 años.                      |
| Cara externa del muslo | D. supino Sedestación             | Hasta 5 ml       |                | De elección en < 3 años.                            |

## Ventajas
- Vía de acceso rápida.
- Es útil para la administración de formas medicamentosas de liberación prolongada.

## Desventajas
- Altamente dolorosa.
- Limitada para el uso en pacientes con baja masa muscular o pérdida de masa muscular.
- Puede causar infecciones localizadas o lesiones en nervios periféricos.
- La administración constante en una misma zona puede ocasionar fibrosis local, lo que produce una reducción progresiva de la absorción.
- No se puede administrar más de 5 ml de medicamento en cada inyección en la misma zona, excepto en el deltoides donde solo se puede aplicar hasta 2 ml.
- No es superior a la vía oral ni la vía intravenosa
- Absorción errática (depende el tejido adiposo del paciente, el metabolismo basal, factores genéticos del paciente, etc)

## Absorción, distribución, biotransformación y eliminación

### Absorción
- La absorción por vía intramuscular se realiza a través de los capilares sanguíneos, única membrana que debe atravesar las sustancias para penetrar en la circulación, muy raramente se produce a través de los capilares linfáticos.

### Distribución
- La distribución consiste en la unión del fármaco a las proteínas plasmáticas, y su posterior transporte a través del torrente circulatorio, a las diversas partes del organismo.

### Biotransformación
- La biotransformación consiste en la conversión del fármaco en una forma menos activa y más fácil de eliminar.

### Eliminación
- El fármaco contiene su acción hasta que es desactivado o eliminado. La eliminación de los medicamentos gaseosos se produce a través de los pulmones, sin embargo, en la mayoría de los casos predomina la excreción renal. Deben tomarse todas las medidas necesarias suministrar bajo la observancia de un doctor.

## Recursos o materiales
- Jeringa
- Aguja intramuscular (2): de calibre 19 a 23, de longitud 2,5 a 7,5 y de bisel medio
- Medicamento/Fármaco
- Algodón
- Alcohol 70° - 90°
- Guantes descartables
- Contenedor para desechar el material usado

## Otros tipos de inyección
- intra-arterial, en una arteria
- intracardiaca, en el corazón
- subcutáneo, debajo la piel
- intraóseo, en un hueso
- intradérmica, en la piel
- intratecal, en el canal de la columna vertebral
- intraperitoneal, en el peritoneo
- Intravesical, en la vejiga urinaria
- Intraprostática, en la próstata (utilizada frecuentemente para tratar infecciones crónicas)